# DMC3
DMC3 sind drei Erdbeobachtungssatelliten die zur Disaster Monitoring Constellation gehören.
Sie wurden am 10. Juli 2015 um 16:28 UTC mit einer PSLV-Trägerrakete vom Raketenstartplatz Satish Dhawan Space Centre (zusammen mit DeorbitSail-1) in eine sonnensynchrone Umlaufbahn gebracht.
Der dreiachsenstabilisierte Satellit ist mit einem optischen Teleskop (VHRI-100) mit einer panchromatischen Auflösung von einem Meter und einer Schwadbreite von 24 km ausgerüstet und soll der Katastrophenüberwachung und allgemeinen Überwachungsaufgaben dienen. Er wurde auf Basis des SSTL-300-S1 Satellitenbus der Surrey Satellite Technology gebaut und besitzt eine geplante Lebensdauer von sieben Jahren. Die Aufnahmekapazitäten wurde zu 100 % von der chinesischen Firma 21AT geleast.